# Elizabeth Stephens

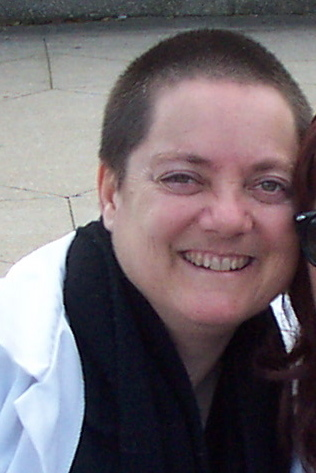
Beth Stephens, 2006

Elizabeth „Beth“ Stephens (* 18. November 1960 in Montgomery, West Virginia) ist eine US-amerikanische Filmemacherin, Performerin und Hochschullehrerin.

## Leben und Werk
Stephens studierte bis zum Bachelor an der Tufts University und legte den Master 1992 an der Rutgers University ab. Dort studierte sie bei Martha Rosler und Geoffrey Hendricks. Den Ph.D. im Fachbereich Performance Studies absolvierte sie 2015 an der University of California, Davis. Sie ist seit 2010 Professorin an der University of California, Santa Cruz und war mehrere Jahre lang Leiterin der Abteilung für Kunst. Seit 2002 ist Elizabeth Stephens mit der ehemaligen Pornodarstellerin und Performerin Annie Sprinkle verheiratet. Zusammen verfassten sie das Ökosexuelle Manifest. Ein gemeinsames Projekt der beiden Künstlerinnen ist das Love Art Laboratory. Sprinkle und Stephens sind Vertreterinnen des Ökofeminismus und der Feministischen Kunst. Sie engagieren sich unter anderem weltweit für die Rechte von Sexarbeiterinnen.

„In Anlehnung an Linda Montanos Arbeit initiierten Sprinkle und Stephens 2005 ein auf sieben Jahre angelegtes Projekt öffentlicher Hochzeitsrituale. Seit damals haben sie sich mit der Erde ebenso vermählt wie mit den Appalachen, dem Meer in Venedig, der Kohle in Spanien, dem Kallavesi-See in Finnland, dem Mond, der Sonne … Diese Hochzeiten, die von zahlreichen Menschen besucht wurden, weisen die beiden als wahre Liebhaberinnen der Erde aus – als ‚Aquaphile, Terraphile, Pyrophile, Aerophile‘ – und lassen medizinisch-juristische Kategorien der Sexualität (wie Homosexualität/Heterosexualität) hinter sich.“

Ihre Arbeit wurde international gezeigt. Unter anderem waren sie Teilnehmer der 53. Biennale di Venezia und der documenta 14.

## Filmografie (Auswahl)
- 2017: Water Makes Us Wet: An Ecosexual Adventure
- 2013: Goodbye Gauley Mountain: An Ecosexual Love Story
- 2011: Purple Wedding to the Moon, White Wedding to the Snow
- 2010: Purple Wedding to the Appalachian Mountains
- 2009: Blue Wedding to the Sky/Sea Video
- 2008: Green Wedding Four to the Earth
- 2007: Big Nudes Descending a Staircase
- 2007: Etant Donnees
- 2007: Yellow Wedding Three
- 2006: Exposed; Experiments in Love, Sex, Death and Art
- 2006: Orange Wedding Two
- 2006: Red Wedding One
- 2005: Kiss
- 2004: Lüba; The Mother Teresa of Art
- 1992: Do You Mind?
- 1989: Interviews with Oaxacan Women
- 1989: Women Eating